# Semien Mi'irabawi
Semien Mi'irabawi är en zon i Etiopien.   Den ligger i regionen Tigray, i den norra delen av landet, 600 km norr om huvudstaden Addis Abeba.